# Martien Vreijsen
Martien Vreijsen (* 15. listopadu 1955 Breda) je bývalý nizozemský fotbalista, útočník.

## Fotbalová kariéra
V nizozemské lize hrál za NAC Breda, Feyenoord a FC Twente. Nastoupil ve 373 ligových utkáních a dal 90 gólů. V Poháru vítězů pohárů nastoupil ve 2 utkáních a v Poháru UEFA nastoupil v 10 utkáních a dal 1 gól. Za nizozemskou reprezentaci nastoupil v jediném utkání, kdy byl členem nizozemské reprezentace na Mistrovství Evropy ve fotbale 1980 a nastoupil v utkání proti Řecku.

## Ligová bilance
| Ročník                     | Zápasy | Góly | Klub      |
| -------------------------- | ------ | ---- | --------- |
| Eredivisie 1972/73         | 18     | 1    | NAC Breda |
| Eredivisie 1973/74         | 24     | 4    | NAC Breda |
| Eredivisie 1974/75         | 33     | 9    | NAC Breda |
| Eredivisie 1975/76         | 31     | 18   | Feyenoord |
| Eredivisie 1976/77         | 33     | 7    | Feyenoord |
| Eredivisie 1977/78         | 12     | 2    | Feyenoord |
| Eredivisie 1977/78         | 23     | 6    | NAC Breda |
| Eredivisie 1978/79         | 32     | 7    | NAC Breda |
| Eredivisie 1979/80         | 32     | 8    | NAC Breda |
| Eredivisie 1980/81         | 29     | 12   | NAC Breda |
| Eredivisie 1981/82         | 15     | 3    | NAC Breda |
| Eredivisie 1981/82         | 15     | 6    | FC Twente |
| Eredivisie 1982/83         | 31     | 5    | FC Twente |
| 2. nizozemská liga 1983/84 | 31     | 7    | FC Twente |
| Eredivisie 1984/85         | 34     | 2    | FC Twente |
| Eredivisie 1985/86         | 13     | 0    | FC Twente |
| CELKEM 1. nizozemská liga  | 373    | 90   |           |